# おどんが国は
『おどんが国は』（おどんがくには）は、日本の楽曲。作詞：川添一郎、作曲：米山正夫、編曲：小杉仁三。

## 概要
1971年12月にNHKの『みんなのうた』で紹介。『お国めぐりシリーズ』の第17弾で、熊本県を力強くイメージした楽曲。1番は阿蘇山、2番は熊本城（放送では異名の「銀杏城」）、3番は天草五橋を歌い、2番と3番の間には『五木の子守唄』のワンフレーズがインサートされた。歌は熊本出身の水前寺清子。
1975年12月22日放送の『特集みんなのうた』の「お国めぐりシリーズ特集」では放送されたが、定時番組では再放送されず、DVDにも収録されていない。しかし放送時には、クラウンレコード（現：日本クラウン）から『おてもやん』とのカップリングでシングルレコード化された（CW-1213）。